# Krzywda (Lublin)
Krzywda is een dorp in het Poolse woiwodschap Lublin, in het district Łukowski. De plaats maakt deel uit van de gemeente Krzywda en telt 1400 inwoners.